# ارنو کیش
ارنو کیش (ارمنی: Էռնո Քիշ؛ مجاری: Ernő Kiss؛ ۱۳ ژوئن ۱۷۹۹ – ۶ اکتبر ۱۸۴۹) سپهبد ارمنی‌تبار ارتش مجارستان که به دلیل نقش در انقلاب ۱۸۴۸ مجارستان اعدام شد.

## زندگی‌نامه
وی در ۱۳ ژوئن ۱۷۹۹ در تیمیشوارا به دنیا آمد . وی در ۶ اکتبر ۱۸۴۹ در سن ۵۰ سالگی در آراد اعدام شد.

## نگارخانه

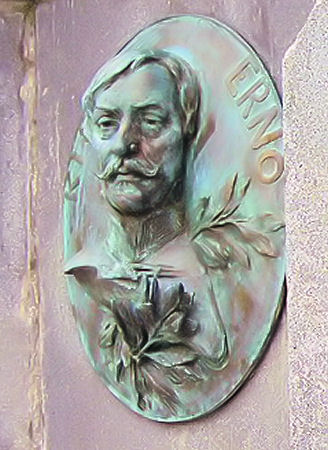